# پل گاردنر (بازیکن فوتبال)
پل گاردنر (انگلیسی: Paul Gardner؛ زادهٔ ۲۲ سپتامبر ۱۹۵۷) بازیکن فوتبال اهل بریتانیا است.
از باشگاه‌هایی که در آن بازی کرده‌است می‌توان به باشگاه فوتبال ویگان اتلتیک، باشگاه فوتبال سوانزی سیتی، باشگاه فوتبال بری، و باشگاه فوتبال بلکپول اشاره کرد.